# Castel di Sangro Calcio 1992-1993
Questa voce raccoglie le informazioni riguardanti il Castel di Sangro Calcio nelle competizioni ufficiali della stagione 1992-1993.

## Rosa
| N. |                   | Ruolo | Calciatore          |
| -- | ----------------- | ----- | ------------------- |
|    | Italia (bandiera) | A     | Leonardo Aiello     |
|    | Italia (bandiera) | D     | Antonio Altamura    |
|    | Italia (bandiera) | P     | Roberto Aluisi      |
|    | Italia (bandiera) | P     | David Bergodi       |
|    | Italia (bandiera) | C     | Claudio Bonomi      |
|    | Italia (bandiera) | A     | Emanuele Cancellato |
|    | Italia (bandiera) | D     | Davide Cei          |
|    | Italia (bandiera) | C     | Fabio De Simone     |
|    | Italia (bandiera) | D     | Pietro Fusco        |
|    | Italia (bandiera) | C     | Massimo Gerundini   |

| N. |                   | Ruolo | Calciatore             |
| -- | ----------------- | ----- | ---------------------- |
|    | Italia (bandiera) | C     | Massimiliano Maddaloni |
|    | Italia (bandiera) | D     | Tonino Martino         |
|    | Italia (bandiera) | C     | Paolo Michelini        |
|    | Italia (bandiera) | D     | Camillo Milani         |
|    | Italia (bandiera) | C     | Igor Pesenti           |
|    | Italia (bandiera) | P     | Mirco Piraccini        |
|    | Italia (bandiera) | D     | Angelo Puce            |
|    | Italia (bandiera) | C     | Cosimo Recchia         |
|    | Italia (bandiera) | C     | Massimiliano Rossi     |
|    | Italia (bandiera) | D     | Giovanni Tenace        |